# 2007 v hudbě
Tento článek obsahuje události související s hudbou, které proběhly v roce 2007.

## Založené kapely
- Poletíme?
- The Baseballs

## Hudební alba

### Česká hudební alba

#### Leden
| Den | Album         | Umělec | Poznámky |
| --- | ------------- | ------ | -------- |
| 22. | Vše je jedním | Radůza |          |

#### Únor
| Den | Album                                 | Umělec                           | Poznámky |
| --- | ------------------------------------- | -------------------------------- | -------- |
| 1.  | Singalana                             | Yellow Sisters                   |          |
| 2.  | Havěť všelijaká 2                     | různí interpreti                 |          |
| 19. | Best Of Malá lesní                    | Jablkoň                          |          |
| 23. | Hele lidi …40 písniček / 40 let spolu | Miroslav Paleček a Michael Janík |          |
| 23. | The River Spring                      | Nil                              |          |
| 28. | Crematory Country                     | Status Praesents                 |          |

#### Březen
| Den | Album            | Umělec           | Poznámky                  |
| --- | ---------------- | ---------------- | ------------------------- |
| 1.  | Auris            | Tara Fuki        |                           |
| 12. | Sudéta           | Petr Linhart     |                           |
| 15. | E.T.`s_3         | Zloději uší      |                           |
| 19. | Buď a Nebe       | UDG              |                           |
| 23. | Box 4 CD         | Jaromír Nohavica | reedice 4 alb             |
| 23. | Box 4 CD         | Karel Plíhal     | reedice 4 alb             |
| 26. | Dreamer          | Sunshine         |                           |
| 26. | A Calling Out!   | The Chancers     |                           |
| 27. | Půjdu, kam chci  | Radůza           | DVD                       |
|     | ...a bastafidli! | Nerez            | 2CD + DVD + zpěvník v pdf |

#### Duben
| Den | Album               | Umělec         | Poznámky |
| --- | ------------------- | -------------- | -------- |
| 2.  | Tanec!              | Schodiště      |          |
| 2.  | Až jednou…          | Gábina Goldová |          |
| 16. | Kluci kde ste?      | Tatabojs       |          |
| 16. | Hlasy vesmíru       | Robert Jíša    |          |
| 19. | Na tělech ryb       | Jiří Bílý      |          |
| 21. | The Best Of         | Ivan Hajniš    |          |
| 27. | Tula                | Najzar         |          |
| 27. | Zlatá éra 1967–1974 | Greenhorns     | 3CD      |
|     | 2+1                 | Šantré         |          |

#### Květen
| Den | Album            | Umělec                         | Poznámky                                                       |
| --- | ---------------- | ------------------------------ | -------------------------------------------------------------- |
| 1.  | Čekání na robota | Midi lidi                      |                                                                |
| 3.  | Zahrada v dešti  | Jan Spálený & ASPM             |                                                                |
| 7.  | Náhodou          | Jan Kalousek                   |                                                                |
| 7.  | Auditorium       | Crossband                      |                                                                |
| 11. | Revoluce         | Mewa                           |                                                                |
| 14. | Jablečno         | Jana Šteflíčková a Kůň         |                                                                |
| 14. | Never Enough     | Ondřej Pivec & Organic Quartet |                                                                |
| 15. | Domrtě!          | Docuku                         |                                                                |
| 22. | Přítel člověka   | Traband                        | Album vyšlo také 1. května v mp3 a 29. května v luxusní edici. |
| 25. | Woven Ways       | Garcia                         |                                                                |
| 28. | S'n'P            | Soňa Pavelková                 |                                                                |
|     | Skrývaný         | Maya                           |                                                                |

#### Červen
| Den | Album                                                              | Umělec                   | Poznámky |
| --- | ------------------------------------------------------------------ | ------------------------ | -------- |
| 1.  | Všem se nalejvá                                                    | The Hogs a Václav Koubek |          |
| 1.  | 25 pecek                                                           | Jasná páka / Hudba Praha |          |
| 1.  | Vzývali Satana ogaři z Kychové, gdyž měli na poli už všecko hotové | Ciment                   |          |
| 1.  | Pod lampou skloněnou                                               | Adam Katona              |          |
| 1.  | Hudba vás mladých                                                  | Medvěd 009               |          |
| 12. | Kykyrý                                                             | Jana Vébrová             |          |
| 14. | Pijácké mravy                                                      | Quanti minoris           |          |
| 18. | Best Of                                                            | Martin Maxa              |          |
| 30. | Přišli jsme si pro vaše děti                                       | Mandrage                 |          |

#### Červenec
| Den | Album                                              | Umělec            | Poznámky         |
| --- | -------------------------------------------------- | ----------------- | ---------------- |
| 3.  | Víceméně v klidu                                   | Nestíháme         |                  |
| 5.  | Relief                                             | Dying Passion     |                  |
| 23. | Spirituály a balady / Hallelu! Spirituals, Gospels | Spirituál kvintet | reedice dvou alb |

#### Srpen
| Den | Album                  | Umělec                      | Poznámky                 |
| --- | ---------------------- | --------------------------- | ------------------------ |
| 6.  | Akce punk              | různí                       |                          |
| 9.  | Ulice                  | Olympic                     | reedice alba z roku 1981 |
| 20. | Déjá vu (live)         | Pavol Hammel a Radim Hladík |                          |
| 20. | Svět a Nesvět          | Petr Novák                  |                          |
| 24. | Hold Johnnymu Cashovi  | různí                       |                          |
| 27. | V salonu barokních dam | Radůza                      |                          |
| 30. | Reynkarnace            | HUKL                        |                          |
|     | Herbarium              | Noční optika                |                          |
|     | Tvůj boj               | Punk Floid                  |                          |

#### Září
| Den | Album           | Umělec                  | Poznámky                   |
| --- | --------------- | ----------------------- | -------------------------- |
| 3.  | 40 hitů         | Petr Kotvald            |                            |
| 17. | Sopka           | Olympic                 |                            |
| 17. | 07              | Chinaski                |                            |
| 17. | Čína            | Nahoře Pes              |                            |
| 21. | Spotřebič       | Bow Wave                |                            |
| 24. | Fenomén         | Vypsaná fiXa            |                            |
| 24. | Rakioactive     | Gothart                 | 2. vydání (1. vydání 2006) |
| 27. | Největší hity 2 | Jiří Suchý a Jiří Šlitr | DVD                        |
|     | Nestíhám        | Slávek Janoušek         |                            |

#### Říjen
| Den | Album                     | Umělec                                      | Poznámky |
| --- | ------------------------- | ------------------------------------------- | -------- |
| 1.  | Woman                     | Lucie Bílá                                  |          |
| 1.  | Ticho                     | Ewa Farna                                   |          |
| 1.  | A Question To All Answers | Jaromír Honzák                              |          |
| 1.  | Řekni, že je nebe         | Jakub Smolík                                |          |
| 1.  | Za hranici                | Zpraku!                                     |          |
| 2.  | Život je pulsující píseň  | Vladimír Václavek                           |          |
| 8.  | Slunce / To nejlepší      | Petr Muk                                    |          |
| 10. | Chvění                    | Jiří Pavlica a Hradišťan a Filharmonie Brno |          |
| 12. | Vytrženo z konTEXTu       | různí interpreti                            |          |
| 15. | Greatest Hits 1993 – 2007 | Support Lesbiens                            |          |
| 19. | 52+2                      | Petr Skoumal                                |          |
| 19. | Poločas/Best Of           | Kryštof                                     |          |
| 22. | Best Of 20 let + DVD      | Wanastowi Vjecy                             |          |
| 22. | Bílá velryba              | Michal Hrůza                                |          |
| 26. | SvětyReadyKirken          | Ready Kirken                                |          |
| 26. | Jazz Q                    | Martin Kratochvíl & Jazz Q                  |          |
| 29. | Dylanovky                 | Robert Křesťan a Druhá tráva                |          |
| 29. | V tichosti                | Prouza                                      |          |
|     | Slast minute              | O5&Radeček                                  |          |

#### Listopad
| Den | Album                    | Umělec                   | Poznámky |
| --- | ------------------------ | ------------------------ | -------- |
| 2.  | Mami                     | Monika Načeva            |          |
| 3.  | Pro jediný vlas víly     | Caine                    |          |
| 5.  | Jižní Amnésie            | Taliesyn                 |          |
| 7.  | Muži jsou křehcí         | Jan Burian               |          |
| 9.  | Mydlovary                | Tři sestry               |          |
| 12. | Ahoj dědo                | Wohnout                  | DVD      |
| 12. | Sváteční                 | Čechomor                 |          |
| 15. | Tmavana                  | Načas                    |          |
| 21. | Jaromír 99 & The Bombers | Jaromír 99 & The Bombers |          |

#### Prosinec
| Den | Album                            | Umělec             | Poznámky |
| --- | -------------------------------- | ------------------ | -------- |
| 1.  | Ajde na Balkana                  | Prosti dumi        |          |
| 4.  | Bum Bum Bum (To nejlepší a bicí) | Ty Syčáci          |          |
| 7.  | Bejbypank                        | Kašpárek v rohlíku |          |
|     | Namaluj číču                     | Vyhoukaná sowa     |          |
|     | Krokodýl Ghandee                 | Totální nasazení   |          |

- The Best of... – Bronz

### Zahraniční hudební alba
- Dark Passion Play – Nightwish
- Libertad – Velvet Revolver
- Oh, by the Way – Pink Floyd
- Venus Doom – HIM
- Black Rain – Ozzy Osbourne
- The Very Best of Diana Krall – Diana Krall
- Thrash Anthems – Destruction
- Circus Live – John Cale
- Gold – John Cale
- Avenged Sevenfold – Avenged Sevenfold
- Alpen Best – Kohmi Hirose
- "SEXY 8 BEAT" - Morning Musume

## Domácí hity
- „Zadarmo“ – Chinaski
- „Bílá velryba“ – Michal Hrůza
- „Romano Hiphop“ – Gipsy.cz
- „Dážď“ – Peter Cmorik
- „Svědomí“ – Kryštof
- „Zapadlej krám“ – Ewa Farná
- „Touha“ – Daniel Landa
- „Burlaci“ – Kabát
- „Kapky proti slzám“ – Mandrage
- „Boreček“ – Bow Wave
- „Nad strží“ – Bůhví
- „Čmelák“ – Divokej Bill
- „Slečna Anna je za vodou“ – Wanastowi Vjecy
- „Kdo se bojí nesmí do nebe“ – Wanastowi Vjecy
- „Ticho“ – Ewa Farná
- „Zaklínám své moře“ – Petr Bende
- „Vzducholoď“ – Le Monde
- „Renesancia“ – PEHA
- „Plán“ – Kryštof
- „Spojené království smutku a radosti“ – Anna K
- „Vakuum“ – Chinaski
- „Malá dáma“ – Kabát
- „Váha muší“ – Divokej Bill
- „La la laj“ – Ewa Farná
- „Ako málo“ – Team
- „Večernice“ – Anna K
- „Díkuvzdání“ – Daniel Landa
- „Have Some Fun“ – Tereza Kerndlová
- „You Gotta Move On“ – Verona
- „Podzim“ – Aneta Langerová
- „Čas nejde vzít zpátky“ – David Koller
- „Miluji tě“ – Lucie Bílá
- „Ráno v novinách“ – Komajota
- „Keď to nejde“ – Zdenka Predná
- „Viem že povieš áno“ – Tina
- „Zdá sa že to stačí“ – Zuzana Smatanová
- „Shine“ – Jana Kirschner
- „World of Prose“ – Support Lesbiens
- „Ghost in the Dark“ – Clou
- „Pěšáci“ – Tatabojs
- „Song For All Nations“ – Monkey Business
- „Velkej první letní den“ – Wanastowi Vjecy
- „Usínám“ – Jan Kalousek
- „Věřím“ – Iva Frühlingová
- „Malá mořská víla“ – Aneta Langerová
- „Adios“ – Vlasta Horváth
- „Kovbojská“ – Hrůza, Dusilová
- „Jsem sám“ – Petr Kolář
- „Nech to běžet“ – Marpo

## Úmrtí
- 28. ledna – Karel Svoboda (* 1938) – český hudební skladatel
- 19. dubna – Petr Rada (1932–2007) – český textař
- 13. července – Zdeněk Lukáš (1928–2007) – český hudební skladatel
- 6. září – Luciano Pavarotti (1935–2007) – italský operní zpěvák
- 11. září – Joe Zawinul (* 1932) – rakouský jazzový skladatel a pianista
- 24. října – Petr Eben (1929–2007) – český skladatel moderní vážné hudby
- 23. prosince – Oscar Peterson (1925–2007) – kanadský jazzový pianista